# Takhatpur
Takhatpur ist eine Stadt im indischen Bundesstaat Chhattisgarh.
Die Stadt ist Teil des Distrikts Bilaspur. Takhatpur hat den Status eines Municipal Council. Die Stadt ist in 15 Wards gegliedert. Sie hatte am Stichtag der Volkszählung 2011 19.968 Einwohner, von denen 10.168 Männer und 9.800 Frauen waren. Die Alphabetisierungsrate lag 2011 bei 82,5 % und damit über dem nationalen Durchschnitt. Hindus bilden mit einem Anteil von ca. 90 % die Mehrheit der Bevölkerung in der Stadt. Muslime bilden mit einem Anteil von ca. 5 % eine Minderheit.